# Mallos hesperius
Mallos hesperius là một loài nhện trong họ Dictynidae.
Loài này thuộc chi Mallos. Mallos hesperius được Ralph Vary Chamberlin miêu tả năm 1916.